# Writ of Summons
Der Writ of summons ist ein Begriff aus dem englischen und britischen Adelsrecht. Er bezeichnet einen Writ, der einem Peer erlaubt, im Parlament zu sitzen. Die Mitglieder des House of Lords dürfen nicht eher ihre Plätze einnehmen, bis sie ihre schriftliche Vorladung erhalten haben. Vor der Zusammenkunft eines jeden Parlaments erhält jeder berechtigte Peer eine solche Einladung.

## Geschichte
Das englische Parlament geht zurück auf den Rat des englischen Königs (Curia Regis). Ab dem 13. Jahrhundert erhielten englische Adlige, deren Rat der König wünschte, eine schriftliche Einladung, an den regelmäßigen Sitzungen des königlichen Rates teilzunehmen. Soweit der Eingeladene nicht bereits einen Peerstitel innehatte, begründete diese Form der Einladung, genannt writ of summons, für den Eingeladenen eine erbliche Baronie, die sogenannte barony by writ und nach und nach ein Recht, neben den Bischöfen und dem Hochadel, den Earls, an den Ratssitzungen des Königs teilzunehmen. Dieses Recht blieb auch erhalten, als sich im 14. Jahrhundert der königliche Rat in Oberhaus und Unterhaus teilte, wobei das Oberhaus von den hohen geistlichen Würdenträgern (Erzbischöfe, Bischöfe und Äbte) und den weltlichen Würdenträgern (Dukes, Earls und Barons, später auch die neu eingeführten Marquesses und Viscounts) besetzt wurde, während die von allerdings wenigen Wahlberechtigten gewählten Vertreter der Countys und ausgewählter Städte sich im Unterhaus versammelten.

## Baronies by writ
Da es dem König frei stand, Männer seines Vertrauens in seinen Rat bzw. ins Oberhaus zu berufen, ergingen in den folgenden zwei Jahrhunderten immer wieder writs of summons an vom König ausgesuchte Personen, die dadurch erbliche Barone und Mitglieder des Oberhauses wurden. Erst ab dem 15. Jahrhundert ernannte der König auch Personen zu Baronen durch Adelsbrief (by letters patent). Der Unterschied beider Formen von Baronien war, dass Baronien by letters patent nur an männliche Nachkommen vererbt werden konnten, während die Baronien by writ auch an weibliche Erben gelangen konnten, allerdings immer nur an einen. Waren mehrere Töchter vorhanden, fiel die Baronie in einen Ruhenszustand (Abeyance), der erst beendet werden konnte, wenn nur noch eine oder ein erbberechtigter Nachkomme vorhanden war oder der König nach Gutdünken einen aus der Zahl der Erbberechtigten auswählte, ihm einen writ of summons schickte und so die ruhend gestellte Baronie restituierte (genannt call out of abeyance).
Gab es ursprünglich nur baronies by writ, nahmen ab dem 16. Jahrhundert die durch Adelsbrief (by letters patent) geschaffenen Barone immer mehr zu, bis die Neuschaffung von Baronies by writ zu Beginn des 18. Jahrhunderts völlig zum Erliegen kam. Die letzte barony by writ war die Baronie Percy, die 1722 für Algernon Seymour, den späteren 7. Duke of Somerset, kreiert wurde.

## Writ of Acceleration
Eine besondere Variante des Writ of Summons stellt der sogenannte Writ of Acceleration (auch writ in acceleration) dar. Hierbei wird der älteste Sohn und Titelerbe (Heir Apparent) eines Peers, der mehrere Titel innehat, durch Writ of Summons aufgefordert, einen Sitz im Oberhaus einzunehmen, und zwar unter einem nachgeordneten Titel seines Vaters, den er hierzu vorzeitig erbt. Dies geschah erstmals 1482 als Thomas FitzAlan, Sohn des William FitzAlan, 16. Earl of Arundel, 6. Baron Maltravers, seinen Vater als 7. Baron Maltravers beerbte; beim Tod seines Vaters 1487 erbte er auch dessen übrige Titel als 17. Earl of Arundel. Zuletzt wurde Robert Gascoyne-Cecil, Viscount Cranborne, bevor er beim Tod seines Vaters 2003 diesen als 7. Marquess of Salisbury beerbte, am 29. April 1992 durch Writ of Acceleration als 13. Baron Cecil ins Oberhaus berufen. Seit dem House of Lords Act 1999 werden Writs of Acceleration nicht mehr praktiziert, da seither erbliche Titel nicht mehr zu einem Sitz im House of Lords berechtigen.